# 이영환
이영환(1921년 11월 1일 ~ 2010년 5월 12일)은 제11대 서울고등검찰청 검사장을 역임한 법조인이다.

## 생애
1921년 11월 1일 경상북도 성주군에서 태어나 1945년 일본 와세다대학 법과를 졸업하고 1948 제2회 변호사시험에서 합격하여 1950년 부산지방검찰청 검사에 임용되었다.
1981년 11월 1일 60세 정년을 앞두고 서울고등검찰청 검사장으로 재직하던 1981년 4월 21일 사표를 제출하여 4월 22일에 퇴임식을 가졌던 이영환은 곧 헌법위원회 위원에 임명되었다.
이영환은 "무신조가 신조"라고 말하면서 "거창한 이정표 도달을 위해 사느니 보다는 한 순간, 한 자락 시간마다 최선을 다하는 것입니다. 특히 매사에 남 기분 상하지 않도록 노력하면서 최선을 다하며 베푸는 것입니다"는 것을 강조한다.

## 경력
- 부산지방검찰청 부장검사
- 대구지방검찰청 차장검사
- 1968년 12월 2일 ~ 1970년 8월 31일 제16대 청주지방검찰청 검사장
- 1970년 법무부 초대 출입국관리국장
- 1973년 4월 2일 ~ 1977년 2월 15일 대한민국의 대검찰청 차장검사
- 1977년 2월 17일 ~ 1979년 2월 18일 제10대 광주고등검찰청검사장
- 1979년 2월 19일 ~ 1981년 4월 21일 제11대 서울고등검찰청검사장
- 1981년 헌법위원회 상임위원